# Jacques Lacarrière
Jacques Lacarrière (Párizs, 1906. szeptember 12. – Párizs, 2005. július 28.) francia jégkorongozó, olimpikon.
Az 1928. évi téli olimpiai játékokon vett részt a jégkorongtornán. A francia csapat az A csoportba került. Az első mérkőzésen megverték a magyarokat 2–0-ra, majd a briteket 3–2-re és végül kikaptak a belgáktól 3–1-re. Csak a rosszabb gólkülönbség miatt nem jutottak be a négyes döntőbe.
Utoljára olimpián az 1936. évi téli olimpiai játékokon vett részt. Ekkor szintén a jégkorongtornán. A franciák a C csoportba kerültek. Első mérkőzésükön kikaptak a magyaroktól 3–0-ra, majd megverték a belgákat 4–2-re egy szoros, hosszabbításos mérkőzésen, végül 2–0-s vereséget szenvedtek a csehszlovákoktól. A csoportból nem jutottak tovább. Összesítésben a 10. lettek.
Társalapítója volt a francia jégkorongcsapatnak, a Français Volants Parisnak 1933-ban. Ezzel a csapattal háromszoros francia bajnok.
Részt vett az 1932-es jégkorong-Európa-bajnokságon. Érmet nem szerzett.
Még játékos pályafutása közben elkezdett sport diplomáciában dolgozni és 1946 és 1961 között a Francia Jégkorongszövetség elnöke volt. Halála után a francia jégkorongkupát az ő tiszteletére Jacques Lacarrière-trófeának nevezték el. 1998-ban beválasztották a Nemzetközi Jégkorongszövetség Hírességek Csarnokába. Fia, Philippe Lacarrière szintén jégkorongozó volt és részt vett az 1968. évi téli olimpiai játékokon.